# 황남대총 북분 금팔찌 및 금반지
황남대총 북분 금팔찌 및 금반지(皇南大塚北墳 金製釧 및 金製指環)는 대한민국 경상북도 경상북도 경주시 황남동 미추왕릉 지구에 있는 신라 무덤인 황남대총 북쪽 무덤에서 발견된 금 팔찌와 반지이다. 1978년 12월 7일 대한민국의 보물 제623호로 지정되었다.

## 개요
경주시 황남동 미추왕릉 지구에 있는 신라 무덤인 황남대총은 2개의 봉분이 남·북으로 표주박 모양으로 붙어 있다. 그 중 북쪽 무덤에서 발견된 금 팔찌와 반지이다. 
황남대총 북분 금팔찌 및 금반지(皇南大塚北墳 金製釧 및 金製指環)중 팔찌는 지름 7.5㎝ 내외로, 북쪽 무덤 덧널(목곽) 안에서 몸에 착용한 채 오른쪽에 5개 왼쪽에 6개가 발견되었다. 좌·우 5개는 금막대기를 구부려서 만들어 장식이 없는 간단한 모양이다. 왼쪽 팔에 있던 1개는 길다란 금판을 동그랗게 말고, 그 위에 금판을 덧 대어 세공하여 남색과 청색의 옥으로 화사하게 꾸몄다.
반지의 지름 1.8㎝로 모두 19개가 널(관) 안에서 발견되었는데, 그 가운데 오른쪽에 5개 왼쪽에 6개는 손에 낀 채로 발견되었다. 두 가지 문양이 보이는데 하나는 가운데가 마름모꼴로 된 것이고, 다른것은 중앙에 격자문을 새겨 넣은 것으로, 그 당시의 장식품의 외래적 문양이 사용된 것을 볼 수 있는 귀중한 자료이다.

## 같이 보기
- 황남대총

## 참고 자료
- 황남대총 북분 금팔찌 및 금반지 - 국가유산청 국가유산포털